# Kennewick (Washington)
Kennewick é uma cidade localizada no estado norte-americano de Washington, no Condado de Benton. A cidade foi incorporada em 5 de fevereiro de 1904.

## Demografia
Segundo o censo norte-americano de 2000, a sua população era de 54 693 habitantes. Em 2006, foi estimada uma população de 62 276, um aumento de 7 583 (13,9%).

## Geografia
De acordo com o United States Census Bureau tem uma área de 63,0 km², dos quais 59,4 km² cobertos por terra e 3,6 km² cobertos por água. Kennewick localiza-se a aproximadamente 120 m acima do nível do mar.

## Localidades na vizinhança
O diagrama seguinte representa as localidades num raio de 16 km ao redor de Kennewick.